# Mina Escondida
Escondida é uma mina de cobre chilena com o maior índice de produtividade do  mundo, representando sozinha 8% da produção mundial de Cobre. Está localizada no deserto do Atacama, a 160 km de Antofagasta.
Pertence aos seguintes grupos, mas proporções indicadas: BHP Billiton (57.5%); Rio Tinto PLC (30%); Jeco Corporation, holding japonesa controlada pela Mitsubishi Corporation (10%); e International Finance Corporation (IFC), uma subsidiária do Banco Mundial (2.5%).